# Rochfortbridge
Rochfortbridge (irisch Droichead Chaisleán Loiste, deutsch: Brücke bei Castlelost) ist eine Kleinstadt mit 1498 Einwohnern (Stand 2022) im County Westmeath in der Republik Irland.

## Lage
Rochfortbridge liegt im südlichen Zentrum des Countys am River Derry etwa zwölf Kilometer südsüdöstlich von Mullingar. Südlich von Rochfortbridge verläuft die M6 motorway von Galway kommend Richtung Dublin. Im Ort kreuzen sich die R400 und die R446.

## Geschichte
Nördlich von Rochfortbridge befindet sich die Ruine von Castlelost Castle. Das Castle entstand vermutlich Ende des 12. Jahrhunderts als Tower House. 
Gegründet wurde Rochfortbridge durch Robert Rochfort um das Jahr 1700. Rochfort ließ hier eine neue Brücke über den Derry bauen. Sein Enkel erwarb den Titel des Earl of Belvedere. Die Familie lebte im Gaulston House. Das letzte Gebäude aus dieser Zeit in Rochfortbridge ist die anglikanische Castlelost Parish Church. 
1847 wurde die Siedlung nahezu neuerrichtet. Die römisch-katholische Kirche der Unbefleckten Empfängnis wurde 1857 erbaut. 1862 wurde der Mercy Convent durch drei Nonnen gegründet, 2016 wurde er wieder geschlossen. 1892 entstand das St. Joseph’s Institute for the Deaf and Dumb für taubstumme Mädchen (1942 geschlossen). Das Gaulston House wurde 1920 zerstört.

## Sehenswürdigkeiten
- Ruine des Castlelost Castle
- Castlelost Parish Church
- katholische Kirche der Unbefleckten Empfängnis

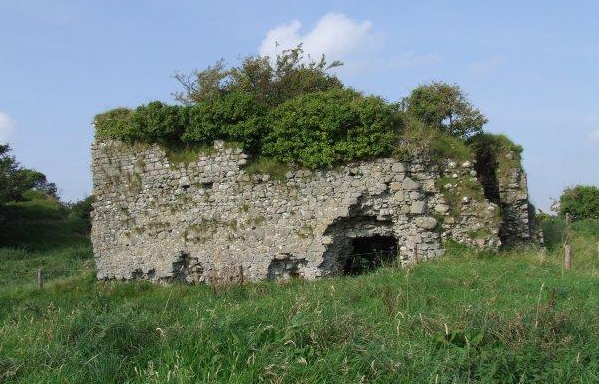
Castlelost Castle
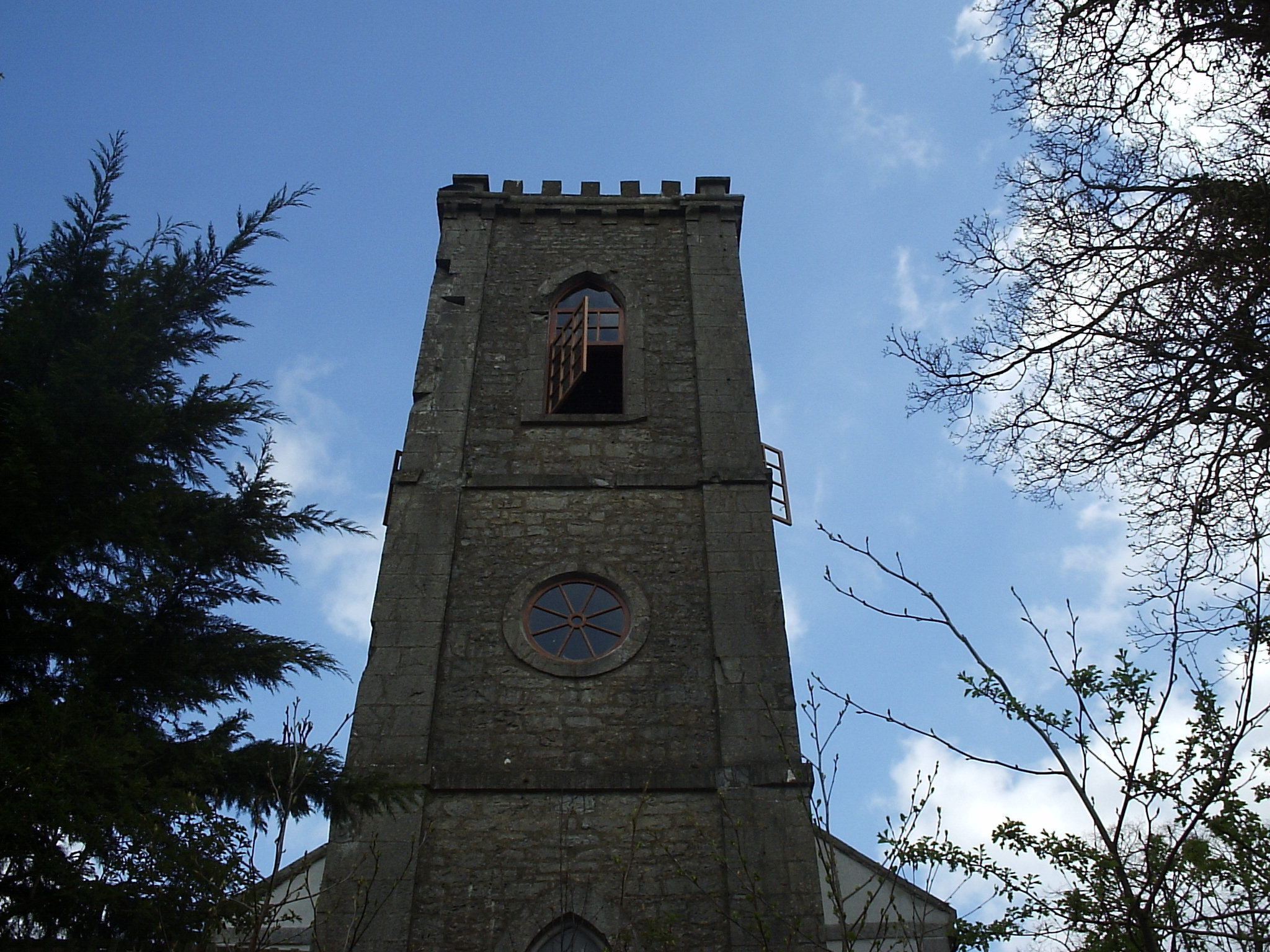
Anglikanische Kirche
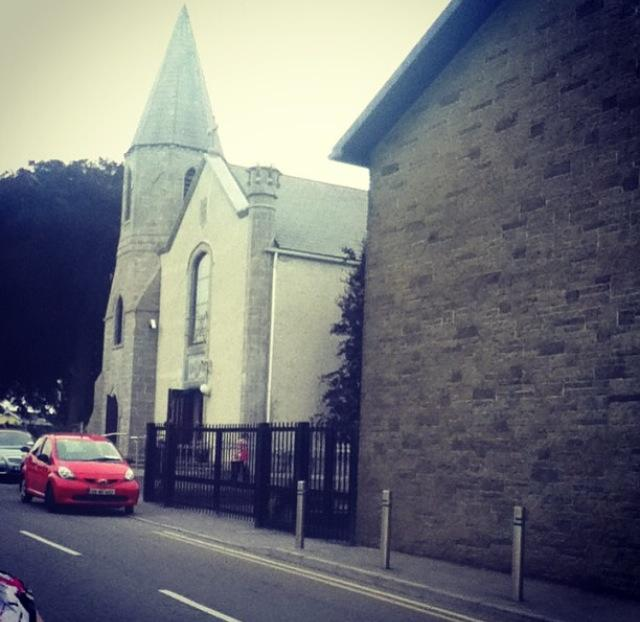
Katholische Kirche